# Линден (Калифорнија)
Линден (енгл. Linden) насељено је место без административног статуса у америчкој савезној држави Калифорнија.

## Демографија
По попису из 2010. године број становника је 1.784, што је 681 (61,7%) становника више него 2000. године.
| Група             | 2000.       | 2010.         |
| Белци             | 905 (82,0%) | 1.326 (74,3%) |
| Афроамериканци    | 3 (0,3%)    | 6 (0,3%)      |
| Азијати           | 9 (0,8%)    | 25 (1,4%)     |
| Хиспаноамериканци | 155 (14,1%) | 385 (21,6%)   |
| Укупно            | 1.103       | 1.784         |